# Sympetrum navasi
Sympetrum navasi é uma espécie de libelinha da família Libellulidae.
Pode ser encontrada nos seguintes países: Benin, Botswana, Costa do Marfim, Gâmbia, Gana, Quénia, Libéria, Malawi, Namíbia, Nigéria, Serra Leoa, Uganda, Zâmbia, Zimbabwe, possivelmente Burundi e possivelmente em Tanzânia.
Os seus habitats naturais são: áreas húmidas dominadas por vegetação arbustiva, pântanos, marismas de água doce e marismas intermitentes de água doce.